# غيلد تيسورو
غيلد تيسورو هو أحد شخصيات أنمي ون بيس. وهو مالك كازينو غران تيسورو، وكذلك ترجع ملكية أكبر مدينة ترفيهية في العالم له. وهو الخصم الرئيسي لوفي في فيلم ون بيس 13.

## مظهره
تيسورو شخص طويل القامة، مفتول العضلات. ذو شعر أخضر متوسط الطول. له ندبة كبيرة على شكل نجمة بظهره. وهي تغطي وشم العبد، الذي يضعه التنانين السماوية على ظهر عبيدهم. دوماً ما يرتدي قميصاً وردياً، داخله قميص أبيض. مع سروال وردي اللون أيضا. يضع العديد من المجوهرات، مثل أقراط على شكل نجمة بأذنيه. ويرتدي -أحيانا- نظارة شمسية، لونها بنفسجي يضعها على جبهته. عند ظهوره ببداية الفيلم في الحفل مع كارينا، كان يرتدي قميصاً، لونه ذهبي، مع نظارة. مع بنطال ذهبي أيضا، وقبعة ذهبية.

## شخصيته
عندما كان تيسورو طفلا، أحب الغناء، وحياة الترفيه. لكن حالته الفقيرة لم تسمح له بذلك.فأصبح مجرماً. وقد التقى بفتاة، تدعى ستيلا، وأصبح طيبا. لكنه عاد إلى الإجرام، بعد أن هرب من العبودية من التنانين السماوية. وبعد موت ستيلا، بنى غران تيسورو و حقق حلمه.
بعد فشله بالزواج من سيتيلا بسبب فقره، جعل هذا من تيسورو يظن بأن المال هو أهم شيء. فقد جمع ثروة كبيرة، جعلته أغنى رجل بالعالم. فجعله طمعه يستمتع بمعاناة الناس. و قد جعل الناس يعملون لصالحه بدون أن يهتم لهم. تيسورو شخص يحب السلطة، حيث أنه يلطخ الناس بغبار الذهب عند دخولهم إلى غران تيسورو. وهذا يجعله يغلفهم بالذهب متى يشاء. الشيء الذي جعله مسيطراً تماماً على غران تيسورو. كما أنه يكره أن يضحك شخص ماً أمامه. حيث أنه لا يتردد في قتل من يفعل ذلك. هدف تيسورو الرئيسي هو وضع الناس تحت ديون كبيرة، وجعلهم يعملون لصالحه لتحقيق تلك الديون. وهو يكره الناس الأثرياء -غيره-، لأنه كان عبدا للتنانين السماوية.

## علاقاته

### ستيلا
ستيلا كانت الفتاة التي أحبها تيسورو، ولكنه لم يتمكن من الزواج منها، لأنه كان فقيرا. فقبل هزيمته من مونكي دي لوفي بثوان، نطق باسم ستيلا.

### أبويه
كانت علاقة تيسورو سيئة مع والديه. لقد كان والده فقيراً، يلعب القمار وكان فاشلا ويخسر دائما، ثم بعدها توفي. قد سخرت والدته من حلمه بأن يصبح مغني. و في سن الثانية عشر، هرب تيسورو من والدته.

### قراصنة دونكيهوتي
قابل تيسورو قراصنة دونكيهوتي، أول مرة عندما عرضوا فاكهة الذهب غول غول نومي، في مزاد. وقد تمكن تيسورو من سرقتها والهرب منهم. ثم بعد أربع سنوات، هاجم قرصانة دونكيهوتي طاقم تيسورو، لكنه تمكن من النجاة. وبعدها قرر دون كيهوتي دوفلامنجو أن يجعل تيسورو شريكا تجاريا له. فجعله في اتصال مع حكومة العالم. ثم عملوا معاً لمدة ثمان سنوات. لكن تيسورو كان ينوي قتل دوفلامنجو سرا. وقد فرح بعد أن علم بخبر هزيمة دوفلامنجو.

### تحالف قراصنة الفضة
تيسورو على تحالف مع قراصنة الفضة، الذين يتزعمهم بيل. في البداية، كان بيل خائفا من ثروة تيسورو. لأنه هزم طاقمه بسهولة سابقا. وبعد أن هزم بيل، لم يهتم تيسورو أبدا و قال بأن التحالف كان من أجل الترفيه.

### ماد تريسرور
لقد كان تيسورو واثق بقدرات ماد تريسرور. لكنه لم يعد كذلك بعد هزيمته.

### قراصنة قبعة القش
تيسورو كان فرحا بهزيمة دوفلامنجو على يد قراصنة قبعة القش. وقد كان يحترمهم. لكنه يكره القراصنة الشباب، لذلك حاول استعبادهم، لكنه هزم من لوفي بعدها.

## قدراته و سلطاته
تيسورو هو مالك كازينو غران تيسورو، وأكبر مدينة ترفيهية في العالم. فهو شخص ثري جدا، حيث أن ثروته هي 20% من ثروات العالم كله. وهذا ما جعله منه شخصاً مهماً جدا. وقد اعترفت حكومة العالم بغران تسيورو، كمكان مستقل بسبب ثروة تيسورو. لدى تيسورو مكانة في السوق السوداء، التي يترئسها دوفلامنجو. وهذا ما أعطاه لقب وحش العالم الجديد. وقد ذكرت كوالا بأن لدى تيسورو سلطة مثل سلطة التنانين السماوية. ومع ذلك هزمه لوفي و فقد جميع ثروته و اعتقلته البحرية.
كان تيسورو قوياً كفاية ليهزم بيل و طاقمه بسهولة. وهذا جعل بيل في خوف شديد. وقد ذكر خادم تيسورو تاناكا، بأن تيسورو سيقتل بيل إذا خالف قوانين التحالف. كان طاقم تيسورو قوياً كفاية مقارنة بطاقم دونكيهوتي القوي والمشهور، الذي يترأسه دوفلامنجو التشيبوكاي السابق، على الرغم من انه اضعف من دوفلامنجو. كما أن تيسورو مغني ماهر وراقص بارع.

### فاكهة الشيطان
أكل تيسورو من فاكهة غول غول نومي، والتي تمكنه من التحكم و التلاعب بالذهب. وتمكنه من خلق نافورة كبيرة جدا من الذهب السائل. وأيضا نشر غبار الذهب في الهواء، حيث يقع اعدائه في فخ، بحيث إذا لمس الغبار جسدهم، سيكون قادراً على تحويل أجسامهم إلى ذهب. كما أن له القدرة على إنشاء الدروع الذهبية، التي تزيد من القوة الدفاعية. حيث أنه صنع لنفسه درع ذهبي عملاق بشكل جسده عند قتاله مع لوفي. وقد كان الذهب قوياً كفاية لتحمل ضربات من رورونوا زورو. تيسورو محترف باستخدام فاكهته. فقد تمكن من إيقاظها مثل دوفلامنجو. مما عزز قدرته في التحكم بالذهب، بسهولة أكبر وقوة أكثر. وهو قادر على إطلاق شعاع ذهبي من عينه، عندما كان بالدرع العملاق. حتى أنه يستطيع  تدمير سفينة بحرية.

## معاركه
- تيسورو ضد رورونوا زورو.

النتيجة : فوز تيسورو بسهولة.
- تيسورو ضد فرانكي و لوفي.

النتجية : فوز تيسورو .
- تيسورو ضد سانجي و باقي طاقم قبعة القش.

النتيجة : فوز تيسورو بسهولة.
- تيسورو ضد مونكي دي لوفي.

النتيجة : فوز تيسورو.
- تيسورو ضد سفينة بحرية.

النتيجة : فوز تيسورو.
- تيسورو ضد لوفي.

النتيجة : فوز لوفي باستخدام الغير فورث.

## هوامش
- تيسورو في اللغة الأسبانية تعني الكنز، وهذا واضح من خلال قوة فاكهته و حبه للمال.
- حب تيسورو للذهب، يتشارك مع إيل دراغو الخصم الرئيسي في فيلم ون بيس الأول.
- النجمة التي على ظهر تيسورو، هي إشارة إلى نجمة علامة الولادة لعائلة جوستار من أنمي مغامرات جوجو العجيبة.
- استخدم إينيل تقنية في فاكهته البرق، مشابه لقدرة تيسورو. حيث تمكن من إذابة الذهب بثواني و إعادة تشكيله. هذا يعني أنه قادر على إذابة ذهب تيسورو والتلاعب بشكله.
- قدرة تيسورو مشابهة للمسة الذهبية من الأساطير اليونانية، حيث أن كل شيء تلمسه يتحول إلى ذهب. مع ذلك، فنقطة ضعفها الماء تماماً مثل تيسورو.
- الماء يعتبر نقطة ضعف تيسورو مثل كروكودايل.
- العديد من قدرات تيسورو مشابهة لقدرات بيل، كلاهما قادران على طلاء خصمهما بالمعادن، كماأنهما يمتلكان القدرة على تغليف جسميهما بدرع معدني، وكذلك هما قادران على صنع الأسلحة و الدروع لأتباعهم، أيضا يشارك تيسورو العديد من قدرات مستر 3، غير أن مستر 3 يستخدم الشمع.